# Meitner (Mondkrater)
Meitner ist ein Einschlagkrater auf der erdabgewandten Seite des Mondes. Er liegt nordwestlich des Kraters Kondratyuk und westlich von Krater Langemak.
Er ist nach der Kernphysikerin Lise Meitner benannt.
| Buchstabe | Position            | Durchmesser | Link |
| --------- | ------------------- | ----------- | ---- |
| A         | 8,41° S, 113,84° O  | 18 km       |      |
| C         | 9,95° S, 114,16° O  | 18 km       |      |
| H         | 12,04° S, 116,09° O | 14 km       |      |
| J         | 12,29° S, 115,58° O | 14 km       |      |
| R         | 12,23° S, 109,91° O | 15 km       |      |